# Ореляк
 Тази статия е за върха.  За резервата вижте Ореляк (резерват).  
Ореляк (2099 m), Орелек или Орлови скали е най-високият връх в Среден Пирин. Издига се на главното планинско било, северно от връх Баба и северозападно от връх Чала. Има форма на триглав купол. Билото е скалисто и голо. Западните склонове се спускат стръмно, на места отвесно към долината на река Пиринска Бистрица, а югоизточните по-полегато към местността Добро поле. Изграден е от окарстени мрамори. Почвите са тъмнокафяви горски. Обрасъл е с оскъдна тревна растителност. Почти на върха е изграден радио-телевизионен ретранслатор, висок 96 м, който се вижда отдалеч. Ниската част на северните склонове е в обхвата на резерват Ореляк. Около върха има няколко безименни връхчета, чиято височина е около 2000 м.
Основен изходен пункт за изкачването на Ореляк е хижа „Попови ливади“. От хижата започва маркирана пътека, по която за около 2 часа може да се стигне до върха. От същата хижа до самия връх води 10 км чакълиран път.

## Други
На Ореляк е наречена улица в квартал „Банишора“ в София (Карта).